# Олександр Пісочинський
Олександр Пісочинський, або П'ясечинський гербу Лис (бл. 1580 — січень 1646) — шляхтич, воєначальник та урядник в Українських землях Королівства Польського.
Представник роду Пісочинських.

## З життєпису
Батько — Лаврін, жив у серпні 1604, у 1606 справи вели сини; мав багаторічні процеси майнові з воєводою Іваном (Янушем) Збаразьким; володів, зокрема, містечком Жорнище (Іллінецький район). Мати — дружина батька дружина Дубинська.
З 1603 навчався у Краківському університеті. У 1604 році в Кракові надрукували його твір, присвячений консекрації луцького єпископа Марціна Шишковського. 1 квітня 1605 «вписався» до Вюрцбурзького університету.
У 1620 — посол Сейму, правдоподібно, від Брацлавського воєводства. У 1627 підтримував контакт зі Стефаном Хмелецьким, правдоподібно, як староста уланівський (був ще у 1630) брав участь в осінніх боях проти татар 1629 року (наприкінці вересня командував передовою сторожею, яку складали кілька корогв кварцяного війська та кількасот запорожців). В лютому 1630 як придворний короля представляв Сигізмунда III на похоронах С. Хмелецького. Того року як посланець короля мав дипмісію в Порті (у серпня був у Царгороді), повернувся 1 лютого 1631. У 1632 як представник Подільського воєводства підписав «пакт конвента» вибору королем Владислава Вази.
Призначений королем Владиславом IV головнокомандувачем на Задніпров'ї (у Смоленській війні), напередодні 1633 року прибув до Ніжина з 4-ма ротами жовнірів.
9 березня 1633 з Яремою Вишневецьким та козаками обложив Путивль, але спіткав невдачу.
Учасник посольства Корони до Московії 1635 року (ВКЛ представляв Казимир Лев Сапіга).
Помер у січні 1646.

### Посади
У 1620 сурогат-суддя земський вінницький (заступав Олександра Балабана, який перебував у полоні), потім кам'янецький та київський каштелян (винагорода за дипмісію до Московії, номінований 10 серпня 1635), новгород-сіверський (новогродський, надав король 22 жовтня 1633) та уланівський староста, воєвода новогродський.

### Маєтки
Через неповноліття брата Якова керував дідичними маєтками батька: Жорниська волость (м. ін. Старі та Нові Жорнища, Пісочин), кам'яногірські маєтки (м.ін. Стара і Нова Кам'яногірки, Крута Долина, Польхова, Велика Руда, Осники, Велика Могила), Старостівці (Бундурівці), Заріччя, Гоголів (Михайлівське Село), також Кунів на Волині. Близько 1618 набув Зятківці, Ометинець, Луку. Отримав чимало маєтків на Сіверщині, частину яких після обміну територіями між РП та Московією втратив без відшкодування, тому неодноразово звертався з проханнями до сеймиків та сеймів (по його смерті — син Іван).

### Сім'я
Перша дружина — Гальшка з Рогозинських, друга — Ельжбета Констанція Остроруг, донька Яна (шлюб відбувся у 1638р.) — познанського воєводи. Діти від першого шлюбу: Ян (староста Новгород-Сіверський 1643-1679, вихованець єзуїтської школи, одружений з дочкою ротмістра Григорія Чечеля) та Барбара. Другий шлюб відбувся у 1638р., різниця у віці складала понад 20 років. Олександру шлюб був потрібен, щоб отримати знатне походження і належати до еліти Польсько-Литовської держави. Але дітей від другого шлюбу не було.